# Prekarizace
Prekarizace je termín označující nahrazování plného pracovního poměru jiným druhem vazby mezi zaměstnancem a zaměstnavatelem. Nejčastěji částečným úvazkem, jednorázovým nákupem služby, dohodou o provedení práce či obchodním vztahem. To vede jedince ke ztrátě sociálních a finančních jistot plného pracovního poměru.
V sociologii vyjadřuje prekarizace existenci zbavenou sociální a finanční stability, což má vliv na materiální a duševní blahobyt jedince.
Prekarizace práce je považována za jeden z důsledků globalizace. Sociální třída vzniklá trendem prekarizace je označována jako prekariát.

## Historie pojmu
Pojem prekarizace původně pochází z francouzského slova précarité – prekérnost, nejistota. Prekarizace je od konce sedmdesátých let dvacátého století nejčastěji spojována s prací. Nárůst počtu nestabilních a špatně placených pracovních míst v Americe a Evropě způsobil v této době celosvětové rozšíření pojmu. V roce 2001 proběhla v Miláně v rámci akce EuroMayDay demonstrace proti doléhajícímu trendu prekarizace práce. Zúčastnilo se jí na pět tisíc lidí, nejčastěji studentů. V roce 2005 se akce konala již v sedmnácti evropských zemích, kdy proti prekarizaci protestovalo po celé Evropě zhruba osmdesát tisíc lidí.

## Prekarizace práce
Prekérní práce je nestandardní druh zaměstnání, který je nejistý a nechráněný. Není dostatečně finančně ohodnocený, takže na jeho základě nelze uživit domácnost. V posledních letech[kdy?] se prekarizace práce stala fenoménem na pracovním trhu. K drastickému rozšíření prekarizace napomohla například globalizace nebo vývoj technologií. Velkou roli hraje také přesun pracovní síly z továren do sektoru služeb.Takovéto změny umožnily vznik nového druhu ekonomiky, který vyžaduje velkou flexibilitu na pracovišti. V důsledku toho došlo k odklonu od standardního typu pracovního poměru.
Standardní druh zaměstnání zaměstnanci zaručuje nepřerušovaný pracovní úvazek na dobu neurčitou, kde zaměstnanec práci vykonává pod dohledem zaměstnavatele. Základními aspekty tohoto poměru jsou smlouva na dobu neurčitou, specifikovaná standardní pracovní doba a dostatečné sociální benefity. Naproti tomu prekérní práce je např. práce na dobu určitou, práce na částečný úvazek, samostatně výdělečná činnost, práce z domova atd. Nejde tedy o permanentní zaměstnání s jedním zaměstnavatelem.
Neplnohodnotné zaměstnání se dříve zdálo být řešením nezaměstnanosti, v současnosti se ale prekarizace práce nehodnotí pozitivně. Důvodem je, že neplnohodnotné pracovní úvazky vedou ke zhoršování pracovních a životních podmínek zaměstnanců. Ti totiž nemají řádnou pracovní smlouvu, ani právní ochranu. Jejich práce je nejistá, tím pádem i zisk. Zaměstnavatelé mohou i díky tomuto v zaměstnancích navodit pocit nepotřebnosti a snadné nahraditelnosti. To vede například ke zhoršujícím se standardům bezpečnosti práce nebo k situacím, kdy zaměstnanci ze strachu o ztrátu zaměstnání vykonávají více práce bez odměny. Jedním z nejznámějších příkladů prekarizace práce je tzv. švarc systém, při němž osoby vykonávající pro zaměstnavatele běžné úkony nevystupují jako zaměstnanci, ale jako samostatní podnikatelé. Tento systém proslavil v 90. letech podnikatel Miroslav Švarc. Jeho zaměstnanci vystupovali coby živnostníci a on tak ušetřil na odvodech sociálního a zdravotního pojištění. Náš právní systém tuto praktiku považuje za nelegální. Aby činnost byla legální a nejednalo se o tento typ prekérní práce, je potřeba, aby člověk vystupující jako OSVČ byl s firmou ve vztahu odběratel a dodavatel, ne zaměstnanec a zaměstnavatel. OSVČ vystupuje sám za sebe, pod vlastním jménem, na vlastní odpovědnost a pro vlastní zisk

## Prekariát
Prekariát je socio-ekonomická skupina lidí, kteří postrádají pracovně orientované jistoty a potřeby jako je např. jistota zaměstnání, vykonávají práci pouze na částečný úvazek nebo mají pouze dohodu o provedení práce, a to většinou s minimální bezpečností práce. Termín prekariát poprvé použil francouzský sociolog Pierre Bourdieu. Je složen ze slov „prekérní“ a „proletariát“, značí tedy prekérní situaci a nejistotu, ve které se tato společenská třída nachází. Tím se liší od proletariátu, jehož nepsané dohody založené na sociálních vztazích s buržoazií mu zajišťovaly pracovní jistoty výměnou za podřízenost. Co se týče třídních charakteristik, vztahy lidí z této skupiny se státem či jinou nadřazenou substancí se zakládají na minimální důvěře.
Sociolog a odborník na prekariát Guy Standing odhaduje, že v dnešním světě je prekariát zastoupen alespoň jednou čtvrtinou dospělé populace. Jedná se především o vyčlenění na základě sociálního statusu, kdy jedinci žijí v nejistotě o zaměstnání, o finanční příjmy (v podobě námezdní práce či sociální pomoci státu) a o bydlení. Jedinci žijící v prekariátu vykonávají činnost, která není považována za práci, není respektována a ani není součástí politického diskurzu. Musí se vnitřně ztotožňovat s nestabilními pracovními úvazky, mezi něž patří nové pracovní pozice, úvazky bez pracovní doby, stáže a i tzv. crowdsourcing a crowd labour. Prekarizovaní jedinci se účastní davové práce, kterou vykonává velké množství lidí.
Dle Guye Standinga lze rozlišit 3 hlavní skupiny prekariátu: upadající dělnická třída, imigranti hledající lepší životní podmínky a mladí lidé s vysokoškolským vzděláním, kterým se nedaří najít adekvátní zaměstnání. Přestože mají tyto skupiny rozdílné vědomí, uvědomují si sdílenou situaci.
Jiným pohledem lze na prekariát nahlížet ve smyslu procesu, respektive způsobu, kterým jsou lidé tzv. „prekariatizováni“. Být prekariatizován znamená podléhat tlakům a skutečnostem, což vede k žití bez bezpečných existenciálních jistot a individuálního rozvoje dosaženého prostřednictvím práce a životního stylu.
Prekarizace je dávána do souvislosti s pracující chudobou.